# Giovanni Andrea Gasparini
Giovanni Andrea Gasparini (Carrè, 8 marzo 1831 – Venezia, 3 giugno 1879) è stato un patriota e medico italiano.

## Biografia
Nacque a Carrè in provincia di Vicenza da Bernardo Gasparini. Dopo gli studi superiori nel Seminario di Padova frequentò l'Università di Padova nell'intento di laurearsi in Medicina; mosso però da uno spiccato spirito patriottico, si unì ai diversi universitari che partirono volontari nell'intento di aggregarsi a Giuseppe Garibaldi a Quarto. Il 5 maggio 1860 si imbarcò con la spedizione dei Mille come studente medico.
Giuseppe Bandi, storico garibaldino, lo ricorda assieme a Edoardo Herter come: "... due veneti, scolari di medicina nell'Università di Padova, che si prodigavano nell'assistenza ai feriti, anche quando infuriava il combattimento."
Tornato definitivamente alla vita civile, concluse gli studi di medicina ma non esercitò la professione.
Morì a Venezia il 3 giugno 1879.
Nell'elenco ufficiale dei partecipanti all'impresa, pubblicato sulla Gazzetta Ufficiale del Regno d'Italia del 12 novembre 1878, lo si trova al numero 486.